# Lada dreptunghiulară
„Lada dreptunghiulară” (în engleză The Oblong Box) este o povestire a scriitorului american Edgar Allan Poe, care a fost publicată inițial în 1844. Ea se referă la o călătorie pe mare și la o ladă misterioasă.

## Rezumat
Povestirea este o rememorare de către un narator nedenumit a unei călătorii pe mare efectuată într-o vară de la Charleston (Carolina de Sud) la New York la bordul navei Independence. Naratorul află că vechiul său prieten de la colegiu Cornelius Wyatt este la bord împreună cu soția și cu cele două surori; faptul bizar este că el rezervase trei cabine și nu două cum ar fi părut normal. După ce a presupus că acea cameră suplimentară era pentru un servitor sau pentru un bagaj mai deosebit, el află că prietenul său a adus la bord o cutie dreptunghiulară de pin: „Avea cam vreo șase picioare lungime și două și jumătate lățime”. Naratorul ia act de forma ciudată a lăzii și mai ales de un miros ciudat venind de la ea. Chiar și așa, el presupune că prietenul său a dobândit o copie deosebit de valoroasă a picturii Cina cea de taină a lui Leonardo da Vinci.
După cum naratorul află surprins, lada a fost depozitată în camera lui Wyatt și a soției sale, în timp ce a doua cameră era împărțită de cele două surori. Cu toate acestea, naratorul mărturisește că a observat că soția surprinzător de neatractivă a prietenului său părăsea camera în fiecare noapte în jurul orei 23 și mergea în a treia cameră de unde revenea la primele ore ale dimineții. În timp ce ea era plecată, naratorul crede că a auzit cum prietenul său deschidea lada și plângea în hohote, el atribuind plânsetul unui „entuziasm artistic”.
După ce a trecut de Capul Hatteras, Independence a fost surprinsă de un uragan teribil. Nava este avariată, iar pasagerii sunt evacuați cu bărcile de salvare, dar Wyatt refuză să plece fără ladă și îl imploră pe căpitanul Hardy să o ia pe barcă. Căpitanul refuză, iar Wyatt decide să nu mai plece fără ladă și se întoarce pe navă, legându-se de ladă cu o funie. „În clipa următoare, trupul, cu ladă cu tot, era în valuri, dispărând pe loc, o dată pentru totdeauna.”
La aproape o lună după incident, naratorul se întâlnește întâmplător cu căpitanul. Hardy îi explică faptul că în ladă se afla, de fapt, cadavrul tinerei soții a lui Wyatt, care decedase cu puțină vreme înainte de începerea călătoriei. El intenționa să aducă trupul neînsuflețit mamei soției sale, dar aducerea unui cadavru la bord ar fi provocat panică printre pasageri. Căpitanul Hardy a aranjat, apoi, ca lada să fie înregistrată doar ca bagaj. Deoarece Wyatt reținuse un loc și pentru soția sa, pentru a nu trezi suspiciuni, rolul de soție a fost jucat în timpul zilei de o servitoare.

## Istoricul publicării
Poe i-a oferit inițial „Lada dreptunghiulară” lui Nathaniel Parker Willis pentru revista New Mirror, dar Willis a sugerat că povestirea ar fi mai potrivită pentru Opal, un almanah editat de Sarah Josepha Hale. Ea a fost publicată pentru prima dată la 28 august 1844 în ziarul Dollar Newspaper din Philadelphia. De asemenea, a fost publicată în numărul din septembrie 1844 al revistei Godey's Magazine and Lady's Book, editată tot de Hale.
Prima traducere în limba română a fost realizată de Ion Vinea și a fost publicată în vol. Scrieri alese (vol. II), editat în 1963 de Editura pentru Literatură Universală din București, fiind reeditată și de alte edituri. O altă traducere a fost realizată de Liviu Cotrău și publicată în volumul Misterul lui Marie Rogêt și alte povestiri, editat în 2005 de Editura Polirom din Iași și reeditat de mai multe ori.

## Analiză
James Hutchisson, biograful lui Poe, consideră „Lada dreptunghiulară” ca fiind asemănătoare cu seria de „povești de raționament” sau de povestiri polițiste ale lui Poe, serie care include printre altele „Crimele din Rue Morgue”. Scott Peeples compară și el „Lada dreptunghiulară” cu acest gen de povestiri, dar notează că nu este totuși vorba de o povestire polițistă deoarece nu scoate în evidență personajul detectivului și metoda sa. El constată, de asemenea, că protagonistul „se bâlbâie” deoarece acesta din urmă permite opiniilor sale personale să afecteze dovezile fizice, conducându-l la concluzii eronate.
În scrierea povestirii „Lada dreptunghiulară”, Poe a rememorat experiența sa din timpul șederii la Fort Moultrie, cu mulți ani înainte de îmbarcarea pe nava care l-a dus de la Charleston la New York. Cu doar câteva luni înainte de publicarea povestirii, Poe a efectuat o călătorie pe mare cu vaporul cu aburi, atunci când s-a mutat la New York. Soția sa, Virginia, începuse să arate semne de boală cu aproximativ doi ani înainte, în 1842. „Lada dreptunghiulară” este inspirată parțial din asasinarea lui Samuel Adams de către John C. Colt, fratele lui Sam Colt, o poveste care a fost dezbătută intens în presa din New York, la momentul respectiv.

## Adaptări
Filmul Lada dreptunghiulară (1969), regizat de Gordon Hessler și avându-i în rolurile principale pe Vincent Price și Christopher Lee, are, în afară de titlu, puține lucruri în comun cu povestirea omonimă a lui Poe.
„NBC Short Story” a difuzat o interpretare dramatică a povestirii „Lada dreptunghiulară” în anii '50 ai secolului al XX-lea. Aceasta este disponibilă la Archive.org.
CBS Radio Mystery Theater, care a funcționat în perioada ianuarie 1974 - decembrie 1982, a realizat o adaptare a „Lăzii dreptunghiulare”, care a difuzată la 8 ianuarie 1975. Ea este disponibilă pe situl archive.org.